# Curuçá (rivière)
La rivière Curuçá est une rivière de l’ État d’Amazonas, au nord-ouest du Brésil. Elle est entièrement située dans la municipalité d'Atalaia do Norte. 

## Événement de la rivière Curuçá de 1930
Le 13 août 1930, la région autour de 5 degrés de latitude sud et de 71,5 degrés de longitude ouest ont été frappées par un bolide, également connue sous le nom d’événement de la Tunguska brésilien. La masse de la météorite a été estimée à entre 900 et 23000 tonnes, avec une libération d’énergie estimée à entre 0,1 et 5 mégatonnes, nettement inférieure à l’événement de Tunguska. 

## Voir également
- Curuçá
- Liste des cours d'eau de l'Amazonas